# 二甲基血清素
二甲基血清素（缩写DMS）是一类血清素的二甲基取代衍生物，分子式C
12H
16N
2O，有：
- 蟾毒色胺（N,N-二甲基血清素），CAS号：487-93-4
- 5-甲氧基-α-甲基色胺（N,α-二甲基血清素），CAS号：1137-04-8
- 5-甲氧基-N-甲基色胺（N,O-二甲基血清素），CAS号：2009-03-2